# Limnephilus alienus
Limnephilus alienus är en nattsländeart som beskrevs av Martynov 1915. Limnephilus alienus ingår i släktet Limnephilus och familjen husmasknattsländor. Inga underarter finns listade i Catalogue of Life.